# Fort Bliss, Texas
Fort Bliss là một nơi ấn định cho điều tra dân số (CDP) và là căn cứ quân sự lớn thuộc quận El Paso, tiểu bang Texas, Hoa Kỳ. Nơi đây là nhà của sư đoàn thiết giáp 1-quay trở về Mỹ sau 40 năm đóng quân tại Đức, Bộ chỉ huy phòng thủ tên lửa và không lực Lục quân số 32, lữ đoàn hậu cần 15, lữ đoàn phòng không số 11, lữ đoàn pháo 212, lữ đoàn pháo mặt đất 402. Năm 2010, dân số của nơi này là 8591 người.

## Dân số
- Dân số năm 2000: 8264 người.
- Dân số năm 2010: 8591 người.